# Монт-Оргёй
Монт-Оргёй (фр. Mont Orgueil, англ. Gorey Castle) — средневековый замок на острове Джерси, основанный в 1204 году.
Замок имеет несколько названий:
- Замок Горей (по имени селения и гавани над которой он возвысился и которую предназначен был защищать);
- Замок Монт-Оргёй — так замок стали называть с конца XVI века, после захвата острова французами. Orgueil — на французском языке означает 'гордый', то есть Mont Orgueil — Гордая гора. Местному населению такое название замка понравилось, поэтому и сегодня замок величают Монт-Оргёй, а селение и гавань у замка величают Горей;
- Старый замок — распространённое название у местных жителей получено из-за сравнения с более новым замком-крепостью Елизаветы.

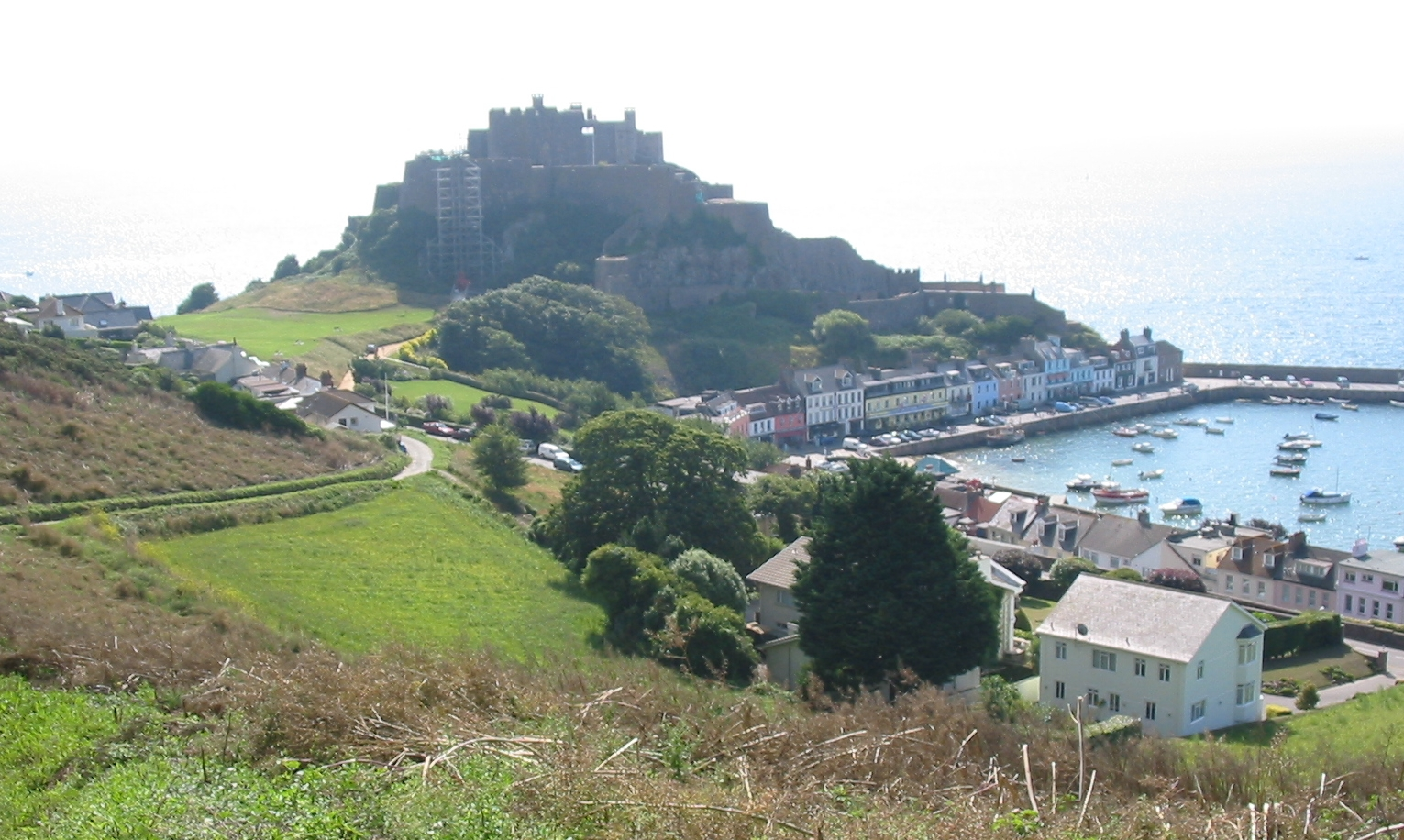
До решения в XVI веке — реконструировать ли замок Монт-Оргёй или строить замок и порт в другом месте — Монт-Оргёй уже побывал в руках французов, взявших замок с помощью современной по тем временам артиллерией установленной именно на этих, более высоких чем замок, холмах (когда строили замок, артиллерия не доставала его с холмов). Этот факт уязвимости замка также определ судьбу Монт-Оргёй.

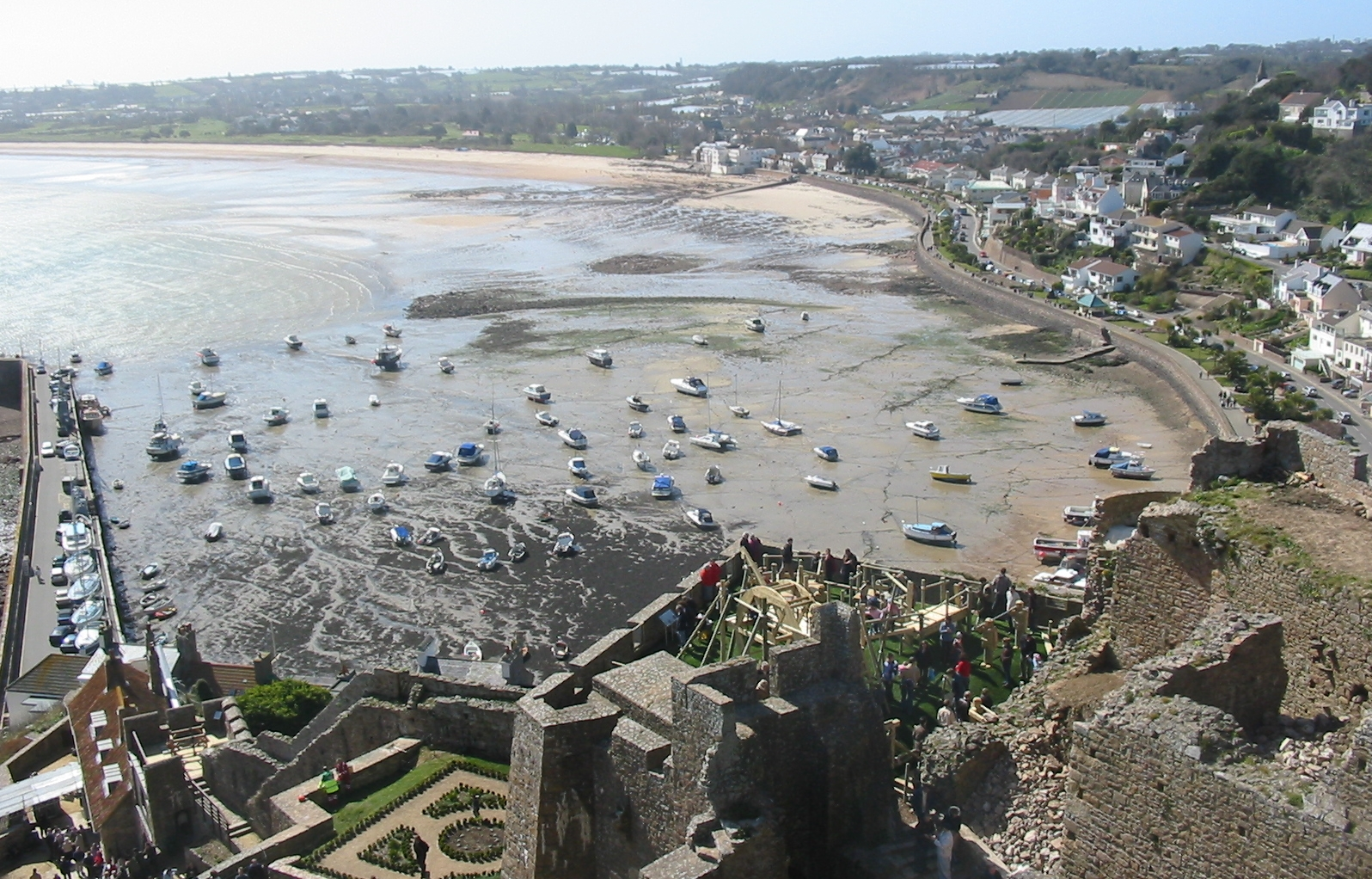
Вид на гавань Горей с замка Монт-Оргёй. 2006 год.

В те времена замок защищал основную гавань острова Джерси (порт Горей) и являлся основным английским оборонительным сооружением на острове вплоть до наступления «эпохи пороха», которая существенно снизила фортификационные качества Монт-Оргёй. К тому-же замок расположен над гаванью Горей, созданной с помощью волноломов — основной гаванью (портом) острова Джерси до появления замка-крепости Елизаветы и порта Сент-Хелиер в XVI веке.
Однако, основные причины построения новой крепости Елизаветы была не в качестве фортификационных сооружений форта Монт-Оргёй (стены можно было обновить и крепость усовершенствовать), а в уязвимости замка современной дальнобойной артиллерией с близлежащих более высоких холмов и неудобстве мелководного приливо-отливного порта Горей, защищённого уже достаточно разрушившимися волноломами и доступным только в прилив на короткое время (в отлив все суда оказывались на суше. Если первую причину можно было закрыть постройкой ряда фортов на близлежащих холмах, то второе было невыполнимо. Новым кораблям с большей осадкой требовался более глубоководный порт. К тому-же старые волноломы были большей частью разрушены природными явлениями. Сегодня мы видим только часть первоначальных волноломов гавани Горей. Залив у Сент-Хелиера был более удобен для более глубоководного (по тем временам) порта глубины которого позволяли кораблям большего размера заходить в порт Сент-Хелиер и во время отлива суда оставались на плаву — поэтому новая крепость Изабеллы Прекрасной (переименованная в 1603 году в крепость Елизаветы посмертно) там и строилась. Порт Сент-Хелиер и сегодня главный порт острова Джерси. А порт Монт-Оргёй используется только для мелких рыболовных судов, катеров и яхт, которые и сегодня во время отлива оказываются на суше или слегка на мели.
Потерял своё значение порт Горей — и замок-крепость Монт-Оргёй утратил своё значение.

## История замка
Первоначально Джерси не был островом — это был полуостров соединённый с Галлией (теперешней Францией). Место было укреплено в доисторический период (как минимум это место использовалось как поселение и фортификационное укрепление ещё в Железном веке).
Когда Джерси стал островом — восточное побережье острова и именно этого залива у теперешнего замка Монт-Оргёй стало наиболее благоприятным для высадки с судов в силу приливно-отливных явлений и было основным местом для связи с материком — в частности, с Нейстрией (теперешней Нормандией). Дело в том, что приливо-отливные явления в этом регионе имеют основное направление с запада на восток и обратно. Поэтому высадка на берег в пик прилива и с началом отлива только способствовала благоприятно для причаливания к берегу. Совсем иное дело на южном, северном или западном побережьях. Так, заход и выход из порта Сент-Хелиер, который впоследствии заменил гавань-порт Горей, более сложен и сегодня в силу того, что приливы-отливы действуют поперёк фарватера. А при заходе или выходе из гавани Горей приливо-отливные явления сопутствовали причаливанию или отчаливанию в определённые периоды прилива или отлива. Западное и северное побережье острова Джерси подвержено сильному волнению идущему от Атлантического океана и поэтому менее пригодно для порта круглый год.
Эта гавань Горей и во времена римлян использовалась как основное место для высадки на побережье острова. Правда, во времена римлян Этим островам уделялось мало внимания.
- 933 год — Нормандские острова стали частью Нормандской короны.

- 1066 год — Герцог Нормандский разместил свою армию в Сассексе и стал королём Вильгельмом I. Его графство Нормандское, включая Нормандские острова, стало общим королевством Англии и Нормандии.

- 1204 год — Строительство замка было предпринято после раздела Герцогства Нормандия между Францией и Англией в 1204 году.

- 1212 год — Впервые упоминается замок. Замок стал основной крепостью для обороны острова до эры интенсивного применения пороха.[3] Однако, замок хорошо просматриваться с соседнего холма — с горы Святого Николая.

- 1259 год — Согласно Парижскому договору 1259 года король Франции отказался от претензий на Нормандские острова и принял в свои владения материковую часть Нормандии. Король Англии отказался от претензий на побережье Нормандии и вступил в должность старосты (warden) островов (должность, которую теперь называют лейтенант-губернатор) и балифа, чтобы править вместо него. Надо сказать, что Нормандские острова никогда официально не входили в состав Англии.

### Монт-Оргёйль в периодСтолетней войны(примерно с1337по1453 года)
- 1338 год — Французское войско высадилось на остров Джерси с намерением захватить остров[4]. Французы завладели всем островом, кроме замка-крепости Монт-Оргёй в котором засели англичане[5]. Французы оставались на острове вплоть до сентября 1338 года, а затем уплыли с целью захвата островов Гернси, Олдерни и Сарк.

- 1339 год — Французы опять вернулись в количестве, по некоторым источникам, 8000 человек на 17 генуэзских галерах и 35 французских кораблях. Им опять не удалось взять замок Монт-Оргёй и, после нанесения ущерба, французы удалились[6].

### Монт-Оргёйль в период конфликта междуЛанкастерамииЙорками(начался после Столетней войны) и в периодВойны Роз(1455-1485 года).
- 1461 год — Во время Войны Роз, королева Маргарет, жена Генриха VI, заключил соглашение с Пьером де Брезе[англ.], графом де Maulevrier, сенешалем Нормандии, чтобы собрать армию в помощь Ланкастерам, что стало причиной для захвата острова Джерси с целью предоставления убежища королеве Маргарет, если это будет необходимо в случае успехов Йорков. Награда для де Brézé за помощь — господство над Нормандскими островами. В то время констеблем в Замке Горей, — который с конца XV-го века стали называть Монт Orgueil (в переводе с французсвкого Гордая гора) — был Корнишмен (Cornishman), посвящённый в намерения Ланкастеров. Предполагается, что Корнишмен, возможно, сотрудничал с де Брезе (Brézé) и они сговорились сдать замок без боя. В любом случае, летом 1461 Жан де Карбонел (Carbonnel) захватил замок-крепость Горей без боя. Последующие семь лет люди лояльные к де Брезе и Франции держали замок, и, в теории, часть острова. Практически изменений было очень мало, балиф (англ. baliff) оставался в силе и Королевский Суд продолжал работать.

- 1465 год — спустя три года после захвата (сдачи) замка Mont Orgueil остров Джерси был разделён на владения французов и англичан. В восточной части острова обосновались французы во главе с Пьером де Брезе[англ.], а в западной части — англичане во главе с Филиппом де-Картере[англ.], сеньором St-Ouen. В западной части острова, где заседал Филипп де-Картере[англ.] управляющий в St.Quen (район острова), возмущались присутствием французских сил на острове.

- 1468 год — В 1468 году Эдуард IV послал Сэра Ричарда Харлистон[англ.] и его флот к острову Гернси (этот остров оставался во владениях Англии), как часть плана по вторжению во Францию и возвращению Нормандии, в том числе и восточной части острова Джерси. В Гернси, Сэр Ричард Харлистон[англ.] понял, что настал благоприятный момент для возвращения Джерси. Соответственно, он спокойно отправился на Джерси, тайно переговорил с Филипп де-Картере[англ.] и было принято решение о незамедлительных действиях прежде, чем французскому флоту мог сопутствовать ветер. Затем основные войска Йорков высадились на берег Plémont, остров Джерси. Совместное английское войско Ричарда Харлистон[англ.] и Филиппа де-Картере[англ.] ночью прошли через остров к замку Mont Orgueil и начали осаду замка. Осада продолжалась 19 недель. В конце концов французский гарнизон, который был лишён поставок с моря из-за присутствия кораблей Сэра Ричарда на подходах к острову, сдался. Так крепость и восточная часть острова Джерси была возвращена в состав Англии. После освобождения на Джерси захотели, чтобы Сэр Ричард[англ.] стал их капитан-губернатором, но он вскоре вернулся в Англию.

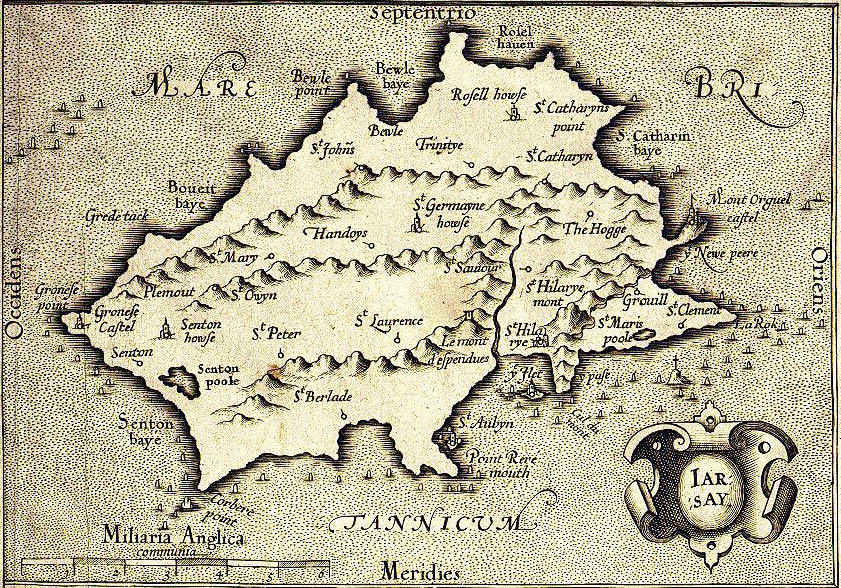
Карта острова Джерси 1639 года.

### XVI век и потеря места главной крепости острова.
- 1543 год — Генри Корниш, лейтенант Earl of Hertford на острове Джерси, был обеспокоен тем, что предыдущая модернизация донжона крепости Робертом Раймонтом была настолько слаба, что форт стал уязвим для мушкетного выстрела тех времён. Корниш просил о установке применяющих порох пушкек типа 'saker' (средние по тем временам пушки), которые смогли бы охранять побережье между Гроувил ('Grovyll' — район имеющий побережье южнее замка) и замком — место на котором в последний раз высаживались атакующие французы.[7]
- 1548 год — В замке-крепости Монт-Оргёй была построена платформа для артиллерии под руководством Генри Корниш.
- 1549 год — В замке-крепости Монт-Оргёй была построена вторая платформа для артиллерии под руководством Генри Корниш.
- 1594 год — Однако, защищаемая замком-крепостью гавань Горей была не пригодна для новых, с большей осадкой кораблей и дальнейшая модернизация крепости Монт-Оргёй перестала быть актуальной для острова Джерси.

Монт-Оргёй оставался в качестве основной крепости острова вплоть до конца XVI века.

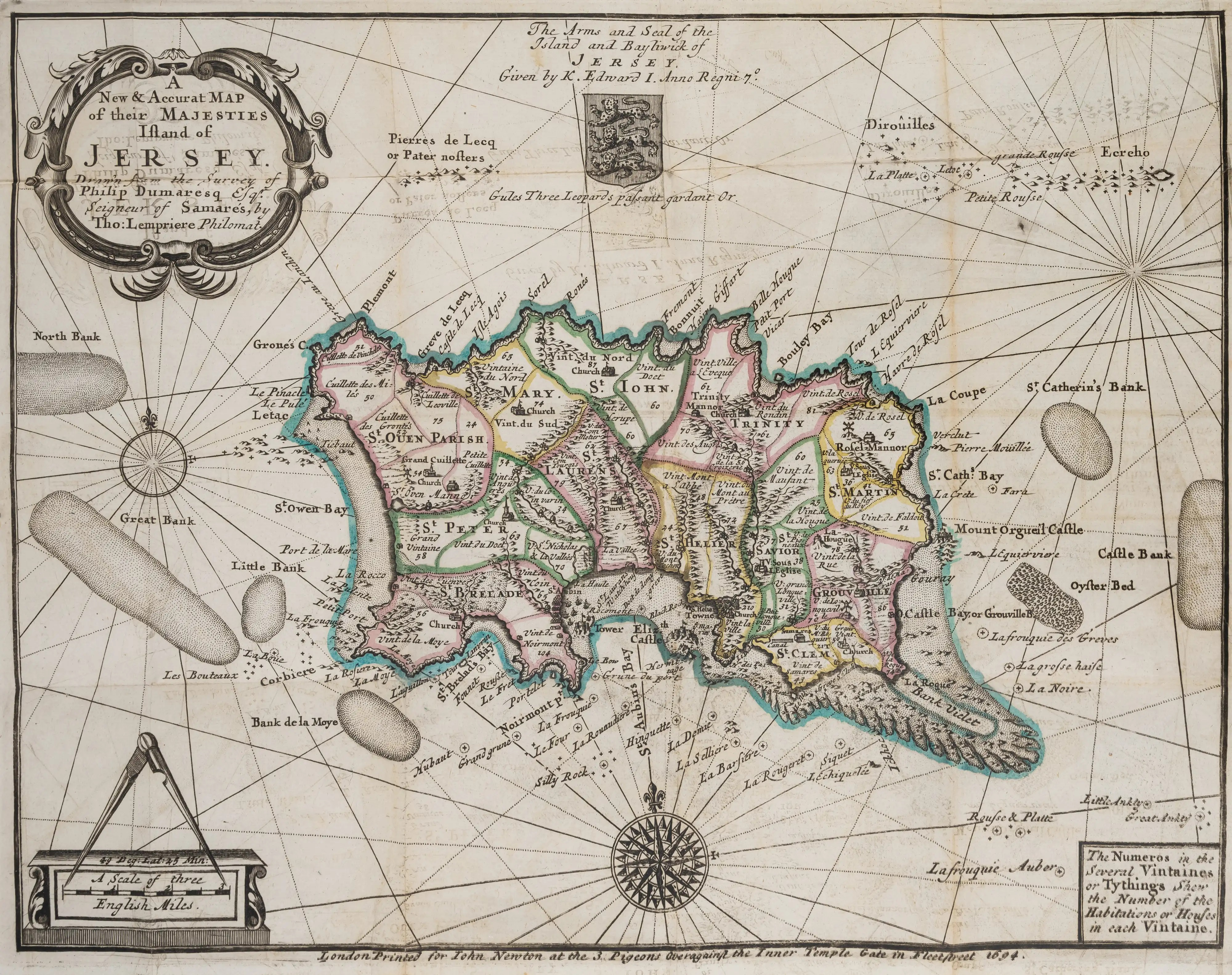
Карта острова Джерси 1694 года.

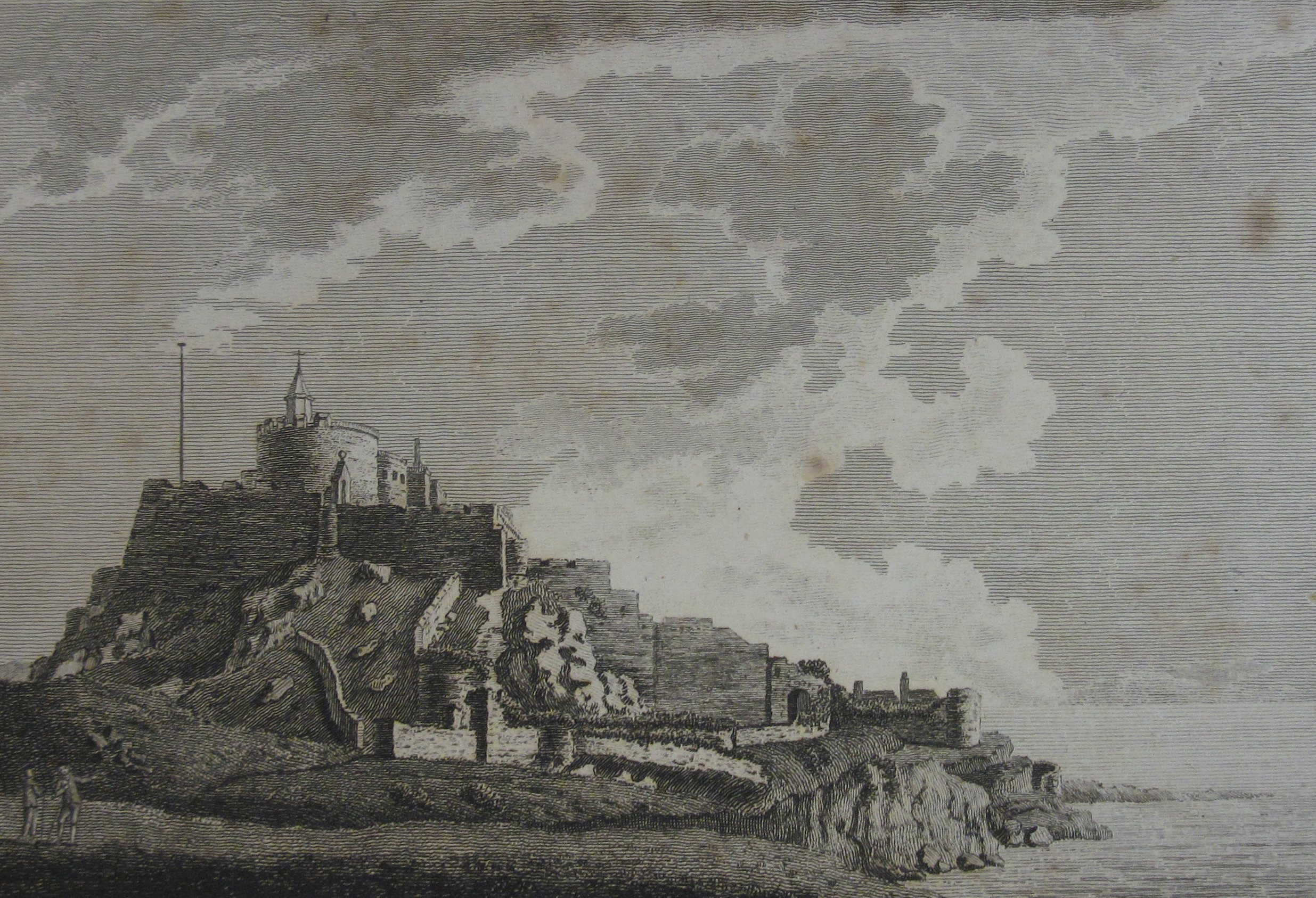
Замок Монт-Оргёй, 1797 год.

### XVII век
- 1600 год — Губернатором острова Джерси становится сэр Уолтер Рэли. При нём продолжали строительство нового форта для защиты подходов к порту Сент-Хелиер — форт получил имя Форт Изабелла Беллисима (Bellisima) или замок Елизаветы. Сэр Уолтер Рэли планировал даже разрушить Монт-Оргёй, чтобы использовать его камень для достройки новой крепости-замка.
- 1603 год — После смерти королевы Елизаветы сэр Уолтер Рэли был отозван в Тауэр

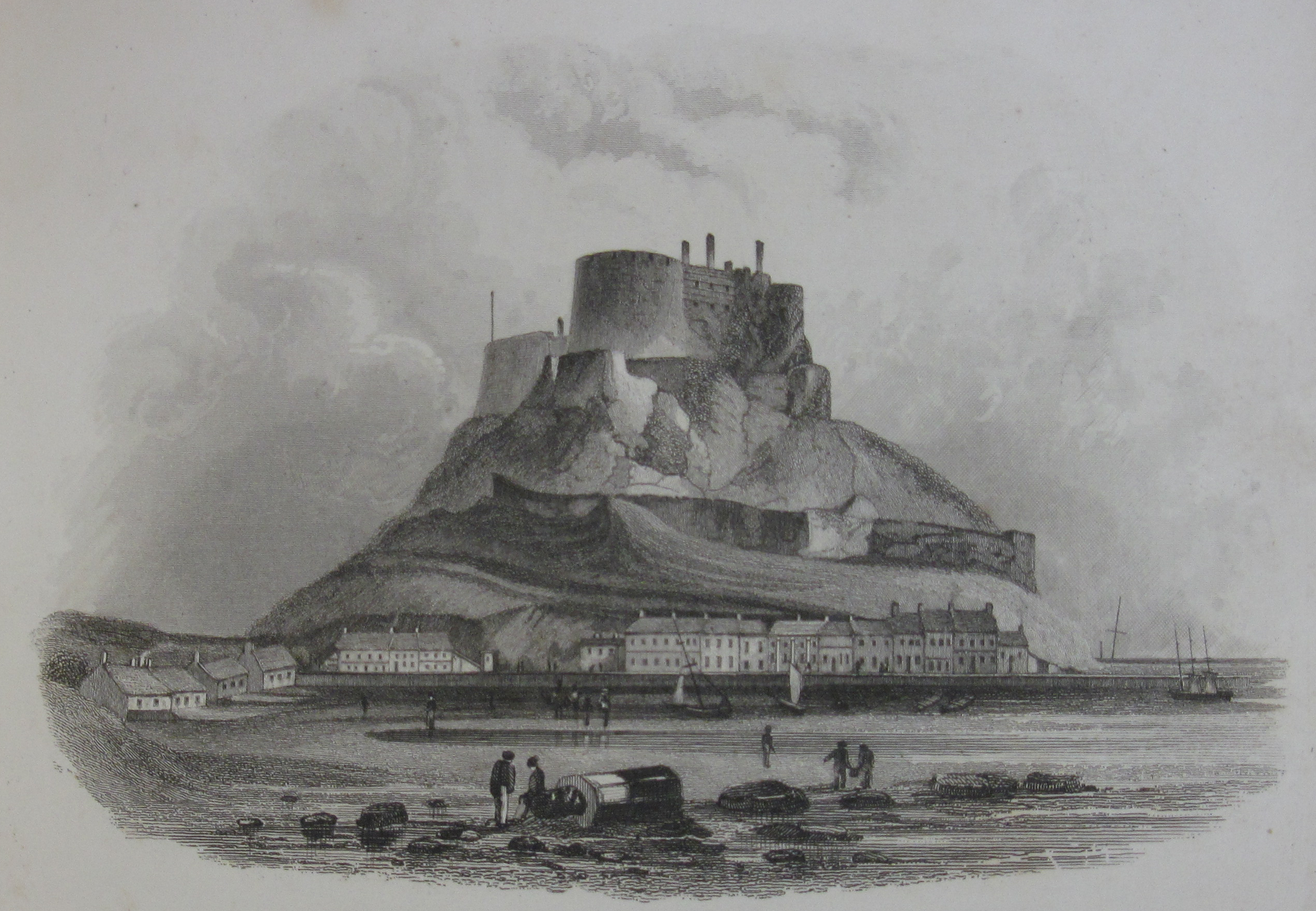
Замок Монт-Оргёй, работа Robert Mudie, 1840 год.

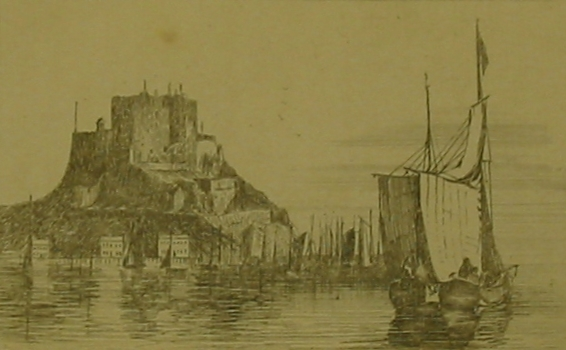
Замок Монт-Оргёй, 1844 год.

В XVII веке Монт-Оргёй использовался в качестве единственной тюрьмы острова Джерси, которую английское правительство использовало, если желало изолировать заключённого от его сторонников.
В 1640 году в часовне замка Монт-Оргёй состоялось венчание джерсийского моряка Джорджа Картерета с его своей кузиной Элизабет де Картерет (Elizabeth de Carteret), дочерью Филиппа II де Картерета (Philippe de Carteret II, 1584—1643), 3-го сеньора острова Сарк.
Во время Английской гражданской войны (1642—1649) вице-губернатор Джордж Картерет и граждане острова Джерси встали на сторону короля. Многие же сторонники парламентского войска оказались в заключении на острове.
В замке проходило тюремное заключение эрастианина Уильяма Принна, одного из основных идеологов движения левеллеров — Джона Лилбёрна. Чтобы изолировать Уильяма Принна от своих друзей его заключили вначале (июль 1637) в замок Карнарвон, расположенный в графстве Гвинед, а затем в замок Монт-Оргёй на острове Джерси. Губернатор сэр Филипп Картере относился к Принну хорошо. Уильям Принн занимал его в заключении, писав стихи. «Prynne, William». Он был выпущен Долгим парламентом в 1640 году. Впоследствии Уильяма Принн отплатил сэру Филиппу Картере добром, защищая его в 1645 году, когда он был обвинен в злодеяниях и тирании.
- 1661 год — В тюрьму замка Монт-Оргёй был помещены ряд комиссаров, подписавших смертный приговор королю Карлу I: Томас Уэйт, Джеймс Темпл[англ.], Хардресс Волар и Гилберт Миллингтон[англ.]. После восстановление монархии в 1660 году Хардресс Волар и Гилберт Миллингтон[англ.] были приговорены к смертной казни, но приговоры были позже смягчены (по ходатайствам друзей и родственников или по апелляции) к пожизненному заключению[9] Джеймс Темпл[англ.] первоначально он был заключён в Монт-Оргёй, а затем в Замок Елизаветы (где он, как сообщается, скончался 17 февраля 1680 года).[10]

- 1664 год — Генри Смит, также один из комиссаров, подписавших смертный приговор королю Карлу I, успешно защитился на суде от смертного приговора и был заключён в Лондонский Тауэр до 1664 года, а затем был доставлен на остров Джерси в замок-тюрьму Монт-Оргёй.

- 1665 год — Гилберт Миллингтон[англ.] провёл свои последние дни в замке Монт-Оргёй на Джерси, где он скончался 19 сентября 1666 года[11].

- 1666 год — В замке-тюрьме Монт-Оргёй скончался заключённый Хардресс Волар.

- 1668 год — Полагают, что Генри Смит умер в этом году в замке-тюрьме Монт-Оргёй.

- 1688 год — Томас Уэйт был похоронен на острове Джерси в Сент-Сейвьер 18 октября 1688 года.[12]

- 1691 год — Для штата Джерси было подготовлено заключение, согласно которому казармы Монт-Оргёй более не представлялись пригодными для расквартирования гарнизона. Спустя два года состояние замка было констатировано как руины, гарнизон был снят и тюрьма оставлена.

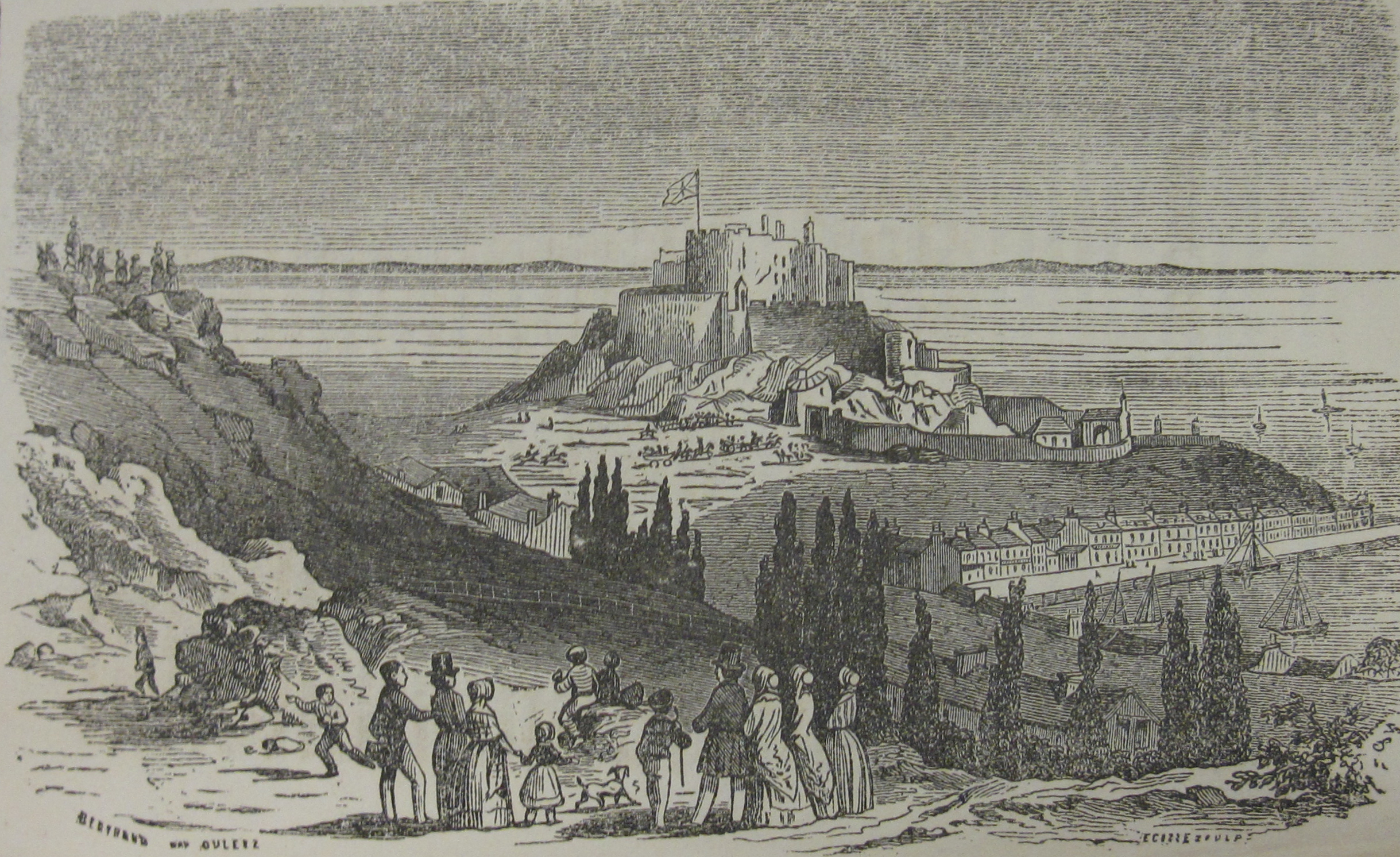
Визит королевы Виктории и Альберта Саксен-Кобург-Готского в замок Мон Оргёйль 3 сентября 1846 года

### XVIII и XIX века.

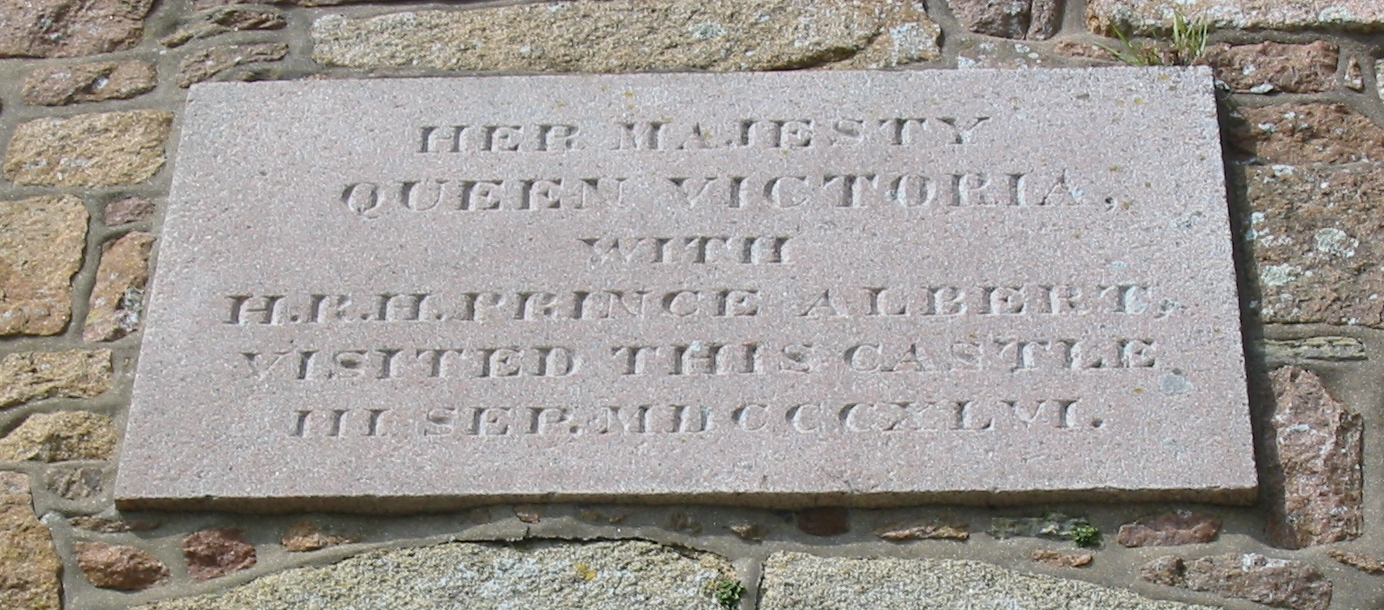
Мемориальная табличка напоминающая о визите королевы Виктории и Альерта Саксен-Кобург-Готского в замок Мон Оргёйль 3 сентября 1846 года

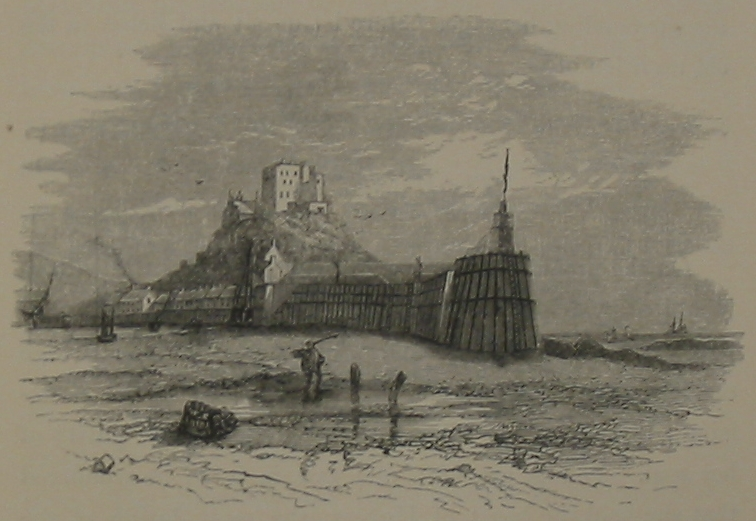
Волнолом (брекватер) защищающий гавать Горей. Мон Оргёйль за волноломом на вершине. Отлив — из гавани Горей ушла вода. 1857 год.

В 1730—1734 годах в замке был проведён ряд ремонтных работ, периодически возобновлявшихся до конца XVIII века.
В 1800 году «Выступающая башня» была переоборудована под размещение штаб-квартиры адмирала Филиппа д’Оувэргн, занимавшегося созданием британской агентурной сети в Нормандии и Бретани.
3 сентября 1846 года замок почтили своим посещением королева Виктория и принц Альберт Саксен-Кобург-Готский.

### XX век.
28 июня 1907 года замок был передан британской короной в собственность населения острова Джерси.
Замок также служил для церемоний по приёму на острове короля Георга V в 1921 году и королевы Елизаветы II.
В 1929 году в замке, всё ещё находившемся в полуразрушенном состоянии, был открыт музей.

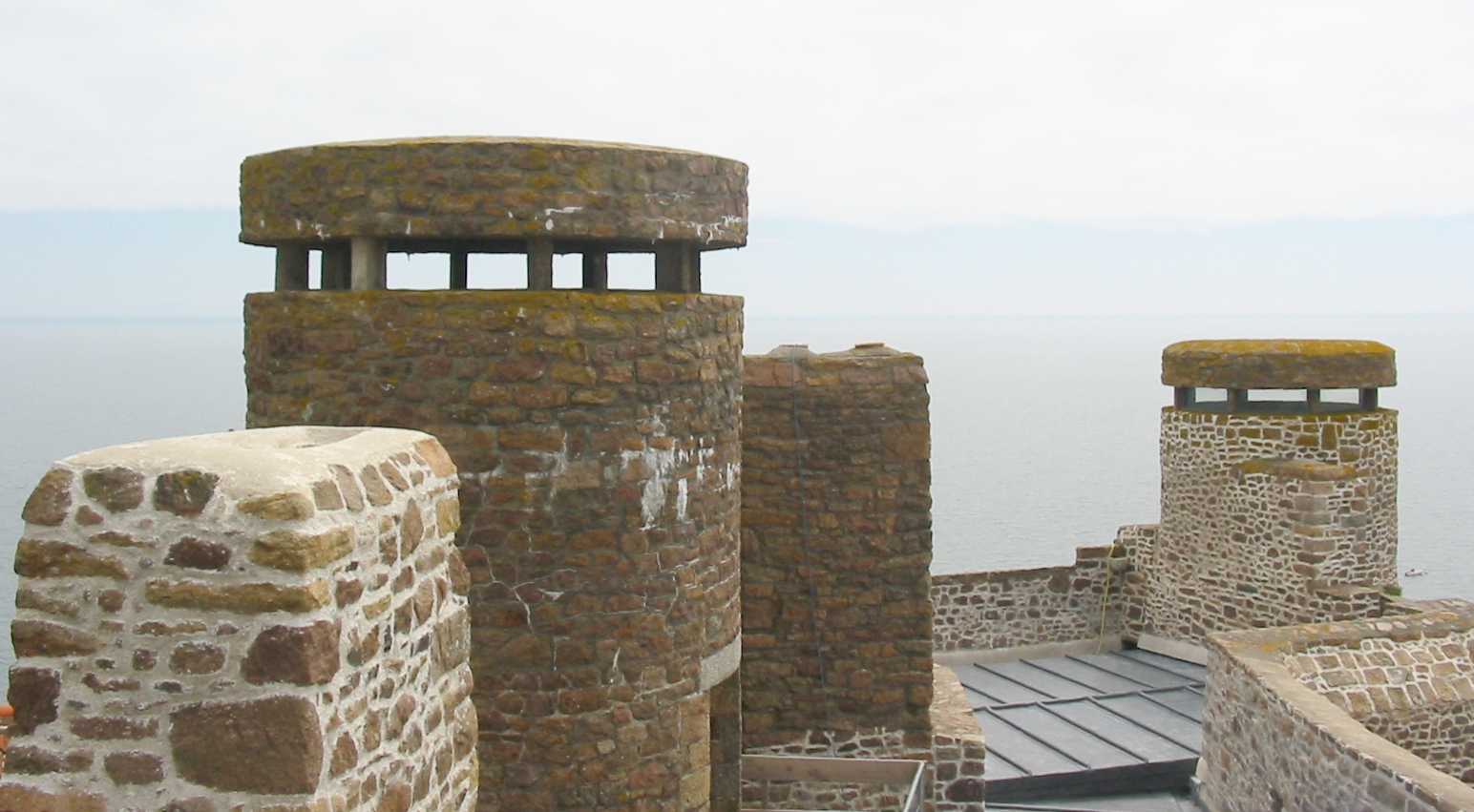
Фортификационные сооружения периода Второй мировой войны, встроенные в остатки средневекового замка.

В период оккупации Нормандских островов вооружёнными силами Германии во время Второй мировой войны, замок Монт-Оргёй вновь использовался в военных целях. Немецкими инженерами был добавлен ряд новых фортификационных сооружений, замаскированных при этом под окружающие руины.
В 1994 году Фонд наследия Джерси объявил замок Монт-Оргёй памятником исторического наследия острова, в связи с чем рассматривались различные планы по восстановлению замка.

### XXI век.
Изображение замка, как исторического символа острова Джерси, было в 2004 году помещено на памятную банкноту джерсийского фунта, выпущенную в честь празднования 800-летия раздела герцогства Нормандия.
2 апреля 2006 года замок Монт-Оргёй был открыт для публичного посещения Лейтенант-губернатором Джерси.